# Liste der Wappen im Landkreis Forchheim
Die Liste der Wappen im Landkreis Forchheim zeigt die Wappen der Gemeinden im bayerischen Landkreis Forchheim.

## Landkreis Forchheim

Landkreis Forchheim Über silbernem Schildfuss, darin ein roter Fisch, gespalten von Gold und Rot; vorne ein linksgewendeter, mit einer silbernen Schräglinksleiste überdeckter, rot bewehrter schwarzer Löwe, hinten ein schräggestellter linksgewendeter silberner Schlüssel.
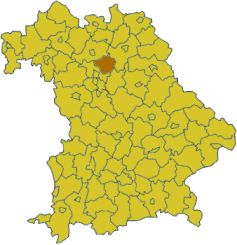
Lage des Landkreises Forchheim in Bayern
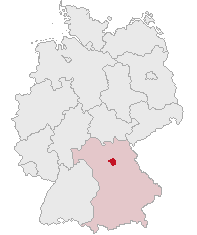
Lage des Landkreises Forchheim in Deutschland
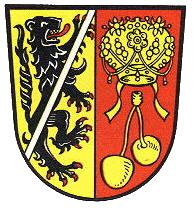
Landkreis Forchheim (–1974) Gespalten von Gold und Rot; vorne ein linksgewendeter, mit einer silbernen Schräglinksleiste überdeckter, rot bewehrter schwarzer Löwe; hinten eine goldene Brautkrone mit abhängenden Bändern über zwei durch die Stiele verbundenen goldenen Kirschen.

## Wappen der Städte, Märkte und Gemeinden

Gemeinde Dormitz In Rot ein gesenkter, gestürzter, schräger, schwarz gefüllter, silberner Seitengegensparren; oben ein goldener Keil mit einem rot bewehrten schwarzen Adlerrumpf.
Stadt Ebermannstadt Geteilt und oben gespalten; oben vorne in Blau ein golden gekröntes Königshaupt, hinten in Rot ein schräggestellter silberner Schlüssel; unten in Gold auf grünem Boden schreitend ein schwarzer Eber.
Gemeinde Effeltrich In Rot zwei durch eine silberne Mauer verbundene, spitz bedachte silberne Rundtürme, darüber schwebend ein goldener Apfel mit Stiel und Blatt.
Markt Eggolsheim In Rot auf silbernem Boden der dreiseitige Chor einer silbernen Kirche mit offenen Toren, beiderseits ein schlanker, gemauerter Turm mit Spitzdach; auf dem Chor und den Türmen goldene Kreuze.
Markt Egloffstein In Schwarz ein silberner, rotbezungter Bärenkopf.
Große Kreisstadt Forchheim In Rot übereinander zwei silberne Fische.
Markt Gößweinstein In Gold auf grünem Dreiberg an roter Stange ein grüner Weinstock mit zwei blauen Trauben und zwei grünen Blättern.
Stadt Gräfenberg In Rot über grünem Dreiberg eine silberne Zinnenmauer, die mit einem gespaltenen Schild belegt ist; darin vorne in Gold ein halber, rot gezungter schwarzer Adler am Spalt, hinten fünfmal schräg geteilt von Rot und Silber; darüber ein wachsender, doppelschwänziger, golden gekrönter und blau bewehrter silberner Löwe.
Gemeinde Hallerndorf Geteilt, oben in Gold ein rot bewehrter und rot bezungter wachsender schwarzer Löwe, der von einer silbernen Schrägleiste überdeckt ist, unten in Grün ein silberner Wellenbalken, besteckt oben mit fünf, unten mit drei goldenen Lindenblättern.
Gemeinde Hausen Geteilt und unten gespalten; oben in Gold ein oberhalbes schwarzes Schöpfrad; unten vorne durch einen schrägen, gestürzten silbernen Sparren geteilt von Schwarz und Rot, hinten in Silber ein schräglinker roter Palmzweig.
Gemeinde Heroldsbach Gespalten von Rot und Gold; vorne ein herschauender goldener Löwenkopf mit einer goldenen heraldischen Lilie im Maul; hinten ein schwarzer Steinbockrumpf.
Gemeinde Hetzles Über einem von Silber und Blau geteilten Schildfuß in Rot ein schräglinks gestellter silberner Bischofsstab, beseitet von drei gestielten silbernen Kirschen und einem silbernen Ammonshorn.
Markt Hiltpoltstein Schräg geteilt von Gold und Rot; aufgelegt ein gespaltener Schild, darin vorne in Gold ein halber, rot gezungter schwarzer Adler am Spalt, hinten fünfmal schräg geteilt von Rot und Silber.
Markt Igensdorf Unter rotem Schildhaupt, darin ein durchgehendes silbernes Balkenkreuz, gespalten; vorne in Gold ein halber schwarzer Adler am Spalt, hinten in Silber zwei rote Kirschen an einem Ast mit zwei Blättern.
Gemeinde Kirchehrenbach Über rotem Schildfuß, darin ein silberner Wellenbalken, in Blau auf silbernem Berg eine eintürmige silberne Kirche mit roten Dächern.
Gemeinde Kleinsendelbach Über gekürzter, fünfmal von Rot und Silber schräg geteilter Spitze gespalten von Blau und Gold, vorne ein linksgewendeter silberner Wolfskopf, hinten ein rotgezungter schwarzer Löwenkopf, der mit einer silbernen Schrägleiste überdeckt ist.
Gemeinde Kunreuth Unter von Schwarz und Gold gespaltenem Zinnenschildhaupt, gespalten von Silber und Schwarz, vorne ein links gewendeter, rot bezungter, schwarzer Bärenrumpf, hinten eine goldene Saufederspitze.
Gemeinde Langensendelbach In Rot schräg gekreuzt ein gestürzter goldener Schlüssel und ein gestürztes goldenes Schwert, oberhalb begleitet von einer silbernen Rose, unterhalb von einem wachsenden silbernen Abtstab.
Gemeinde Leutenbach In Gold ein schräglinker blauer Wellenbalken; oben ein aufrechter schwarzer Speer mit wehendem roten Fahnentuch, bestreut mit sechs sechsstrahligen goldenen Sternen; unten eine schwarze Zinnenmauer.
Markt Neunkirchen a.Brand In Gold eine über Eck gestellte silberne Kirche mit sieben rot bedachten Langhausgiebeln, Apsidenturm und Dachreiter; auf der Fassade stehend der silbern gekleidete Erzengel Michael mit Kreuzstab; neben dem Portal ein goldenes Schildchen, darin ein mit einer silbernen Schrägleiste überdeckter, rot bewehrter schwarzer Löwe.
Gemeinde Obertrubach In Gold auf einem silbernen Dreiberg eine zweitürmige schwarze Burgruine, darüber schwebend ein schwarzer Wolfsrumpf mit roter Zunge.
Gemeinde Pinzberg In Gold eine eingeschweifte rote Spitze, darin ein wachsender silberner Torturm mit Zwiebeldach und beiderseits anschließender silberner Quadermauer, beseitet vorne von einem schwarzen dreiblättrigen Kleeblatt, hinten von einer schwarzen Kornblumenblüte.
Gemeinde Poxdorf In Silber oben eine schwebende rote Mitra, unten ein schreitender, herschauender, rot gezungter schwarzer Löwe.
Markt Pretzfeld Geteilt; oben in Rot ein wachsender silberner Eberspieß, unten fünfmal gespalten von Silber und Blau.
Gemeinde Unterleinleiter Unter grünem Wellenschildhaupt in Silber ein schlingenförmig gebogener und außen mit je vier Blättern besetzter roter Lindenzweig, unten belegt mit einem grünen Schild, darin eine silberne Sichel.
Gemeinde Weilersbach Über von Silber und Rot gespaltenem Spitzenschildfuß im Wellenschnitt gespalten von Rot und Silber, der Spaltungslinie aufgelegt eine heraldische Lilie in verwechselten Farben, vorne ein silberner Zinnenturm, hinten ein bewurzelter grüner Laubbaum.
Gemeinde Weißenohe Gespalten von Gold und Rot, vorne eine aufrechte schwarze Hirschstange, die oben mit einer roten heraldischen Lilie besteckt ist, hinten ein silberner Kirschenzweig mit zwei Blüten und zwei Blättern.
Gemeinde Wiesenthau Über von Rot und Silber gespaltenem Zinnenschildfuß, belegt mit einer heraldischen Lilie in verwechselten Farben, gespalten von Silber und Rot; vorne ein roter Weckenpfahl aus vier liegenden Rauten, hinten ein halber silberner Flug.
Markt Wiesenttal Über einem von Silber und Schwarz gevierten Schildfuß gespalten von Rot und Silber; vorne ein schräglinks gestellter silberner Schlüssel, hinten ein rotes Ammonshorn.

## Wappen ehemals selbständiger Gemeinden

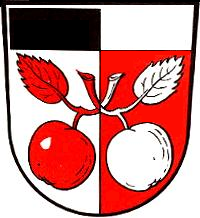
Gemeinde Affalterthal Unter von Schwarz und Silber gespaltenem Schildhaupt gespalten von Silber und Rot, belegt mit zwei Äpfeln an gekreuzten, beblätterten Stielen in verwechselten Farben.
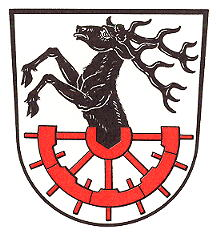
Gemeinde Behringersmühle In Silber aus einem unterhalben roten Mühlrad wachsend ein schwarzer Hirsch.
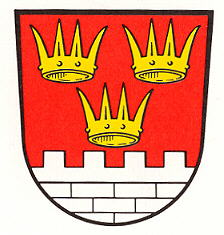
Gemeinde Burk Über einer silbernen Zinnenmauer im Schildfuß in Rot drei, zwei zu eins gestellte, goldene Kronen.
Gemeinde Geschwand Gespalten von Gold und Blau; vorne ein bewurzelter schwarzer Baumstock, aus dem rote Flammen schlagen; hinten ein silberner Wolf.[3]
Gemeinde Hundshaupten Gespalten von Silber und Blau; vorne ein eingeschweifter blauer Sparren, hinten zwei silberne Spitzen.[4]
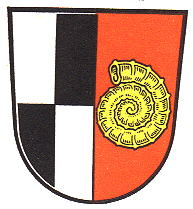
Gemeinde Muggendorf Gespalten; vorne geviert von Silber und Schwarz; hinten in Rot ein goldenes Ammonshorn.
Gemeinde Wappen Oberehrenbach In Silber ein Bauer mit golden gegürtetem blauen Schoßrock, gelben Hosen, schwarzen Wadenstiefeln und aufgekremptem, schwarzen Hut, der in der Rechten eine blaue Pflugschar emporhält und die Linke in die Hüfte stemmt.[6]
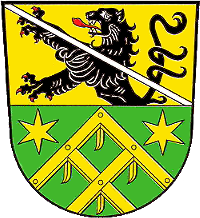
Gemeinde Pautzfeld Geteilt von Gold und Grün; oben ein wachsender, mit einer silbernen Schrägleiste überdeckter, rot bewehrter schwarzer Löwe, unten aus dem Schildrand wachsend eine schräg gestellte goldene Egge, beseitet von je einem sechsstrahligen goldenen Stern.
Gemeinde Reifenberg In Rot ein silberner Zinnenturm, ihm unterlegt ein waagrechter silberner Schlüssel mit dem Bart nach oben.[8]
Gemeinde Reuth In Schwarz drei in Form eines Schrägbalkens absteigende goldene Würfel, schräg gekreuzt damit ein schräglinks gestelltes, durchgehendes silbernes Rodungsbeil.[9]
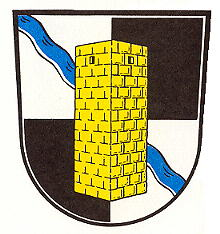
Gemeinde Thuisbrunn Geviert von Silber und Schwarz mit einem schmalen blauen Schrägwellenbalken, belegt mit einem goldenen Quaderturm.
Gemeinde Wolfsberg In Gold auf einem silbernen Dreiberg eine zweitürmige schwarze Burgruine, darüber schwebend ein schwarzer Wolfsrumpf mit roter Zunge.[11]